# Helena Noguerra
Pour les articles homonymes, voir Noguerra.
Helena Noguerra, pseudonyme de Hélène Barbara Ribeiro Furtado Velho Nogueira, née le 18 mai 1969 à Bruxelles, est une chanteuse, comédienne et romancière belge. Elle est la demi-sœur de la chanteuse Lio.
Elle est aussi animatrice de télévision et de radio, ayant exercé sur M6, France Télévisions et sur Europe 1.

## Biographie

### Origines familiales
Helena Noguerra naît le 18 mai 1969 à Bruxelles de deux parents émigrés du Portugal, alors gouverné par Salazar : son père est musicologue et sa mère, Lena, bibliothécaire.
Sa mère, Helena Ribeiro Furtado (dite « Lena »), s'est mariée au Portugal une dizaine d'années auparavant et a eu deux enfants : la (future) chanteuse Lio (née en 1962), et un fils cadet, Victor. Elle vit séparée de son époux depuis 1964, mais le divorce n'existe pas alors au Portugal. En 1968, elle quitte ce pays avec son compagnon et ses enfants. Helena naît l'année suivante, mais elle ne peut pas porter le nom de son père biologique[réf. nécessaire].
En arrivant en Belgique, les parents d'Helena doivent d'abord en passer par des professions de service très modestes (plonge, ménages).

### Vie privée
Après avoir vécu et été mariée pendant huit années avec Philippe Katerine, elle partage la vie du cinéaste belge Fabrice Du Welz.
Elle annonce le 29 janvier 2019, dans une interview de Laurent Argelier dans Télé Loisirs, qu'elle est séparée de Fabrice Du Welz, dont elle partageait la vie depuis quatre ans.
Elle a un fils, Tanel Derard, né en 1991, qui est musicien et mannequin. Ce dernier a un fils, Tahoma (né en 2021), avec la chanteuse et actrice Shy’m.
Depuis l'automne 2021, elle vit avec l'ancien joueur de rugby Fabien Galthié, qui est également le sélectionneur du XV de France.

## Carrière

### Débuts télévisuels et musicaux
Helena Noguerra entame sa carrière professionnelle comme mannequin dans les années 1980. En 1986, elle apparaît, en tant que danseuse et choriste, dans le clip d'Indochine, Tes yeux noirs, réalisé par Serge Gainsbourg qui affirmera l'avoir trouvé « dans les goguenots » en réponse à une question de Thierry Ardisson. En 1988, elle enregistre son premier 45 tours, Lunettes noires, sous le pseudonyme LNA Noguerra.
Daniel Chenevez (du groupe Niagara) enregistre avec elle Rivière des anges en 1992. Elle présente plusieurs émissions de télé durant quelques années sur M6 : d'abord les clips le matin, puis Mister Bizz suivi d'Une journée avec et Plus vite que la musique. Parallèlement, elle continue sa carrière de chanteuse en collaborant au projet Ollano (avec Marc Collin - avant Nouvelle Vague - et Xavier Jameaux - avant Bang Bang) rendu célèbre par la chanson Latitudes. Puis, elle enregistre en 1998 son premier album solo, Projet : bikini, qu'elle écrit en collaboration avec Doriand. Elle en confie la production à Marc Collin. Elle s'entoure également pour cet album des Pizzicato Five, un groupe japonais.
Les albums suivants, Azul et Née dans la nature, sont coécrits avec celui qui sera son mari durant plus de huit ans, Philippe Katerine. Azul est signé sur le label Tricatel de Bertrand Burgalat avec qui Helena composa le générique de son émission Une journée avec.
En 2003 sort son premier roman, L'ennemi est à l'intérieur aux Éditions Denoël. Elle répètera l'essai en 2004 chez le même éditeur, avec Et je me suis mise à table.

### Débuts au cinéma et expériences musicales (années 2000)
Parallèlement, elle fait ses débuts au cinéma : d'abord en incarnant une call-girl dans la comédie populaire Ah ! si j'étais riche, première réalisation du tandem de scénaristes Michel Munz et Gérard Bitton sortie en 2003, puis en participant à deux projets indépendants, Sans Elle et Les filles, personne s'en méfie. Elle est aussi dirigée par son mari dans son premier et unique essai en tant que réalisateur, Peau de cochon, sorti en 2004. L'année suivante, Richard Berry la dirige dans son troisième film en tant que réalisateur, le thriller concept La Boîte noire.
En 2006, Anna de Palma la dirige une seconde fois dans Thelma demain et elle fait partie de la distribution réunie par Christophe Honoré pour son drame Dans Paris. La même année, elle monte sur les planches pour la pièce Et après, qu'elle co-écrit avec Barbara d'Alessandri, et co-mise en scène par Dominique Farrugia.
S'ensuivent en 2006 un album en duo avec Federico Pellegrini (ex-membre des Little Rabbits), Bang , sous les pseudonymes de Dillinger Girl et Baby Face Nelson, puis un album de reprises des chansons de Serge Rezvani, Fraise-Vanille, qu'elle coréalise avec Sébastien Martel en 2007. On y retrouve des duos avec Vincent Delerm, Marie-France, Franck Monnet et Serge Rezvani.
En 2008, elle participe au drame L'Autre, de Patrick Mario Bernard et Pierre Trividic. Elle s'essaye à la réalisation pour Peep Show Heros, un segment de la collection X femmes, série de films pornographiques diffusée par Canal+.

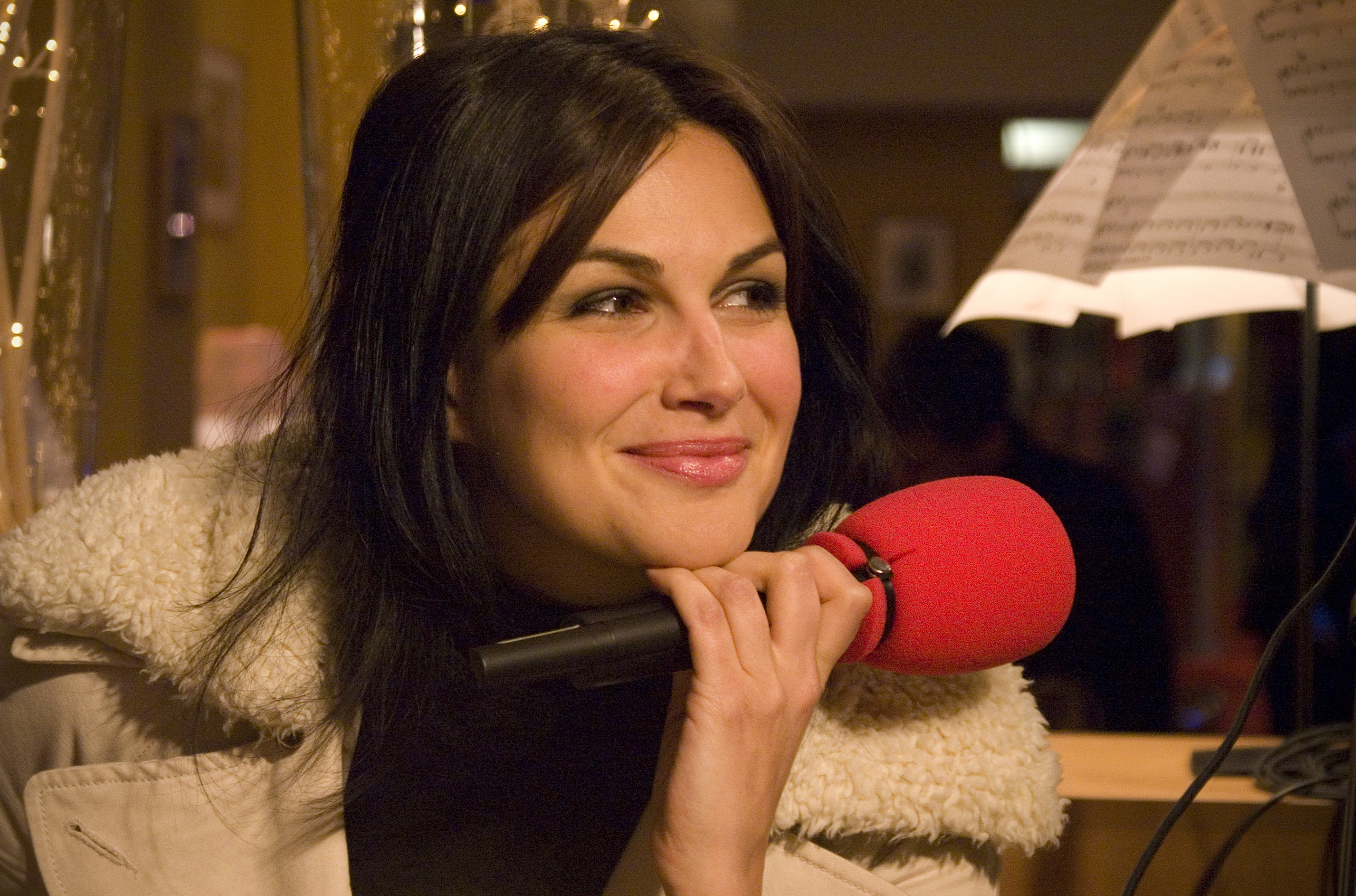
Helena Noguerra à Auxerre à l'occasion du huitième Festival International Musique et Cinéma en 2007.

Entre 2007 et 2009, elle est à l'affiche de la pièce Faces, adaptation du film de Cassavetes, mise en scène par Daniel Benoin. Ce dernier la dirige une nouvelle fois en 2009, pour la pièce Le Roman d'un trader, de Jean-Louis Bauer, avec Christiane Cohendy, Bernard-Pierre Donnadieu et Lorant Deutsch.
En 2009, elle interprète deux des principaux thèmes du jeu vidéo japonais Bayonetta : Mysterious Destiny et une reprise de la célèbre chanson Fly Me to the Moon. Elle a également participé à des albums d'artistes tels que CharlÉlie Couture, Dimitri From Paris, Vincent Delerm, Rodrigo Leão, Jacno ou encore Alex Gopher.

### Comédies populaires et poursuite musicale (années 2010)

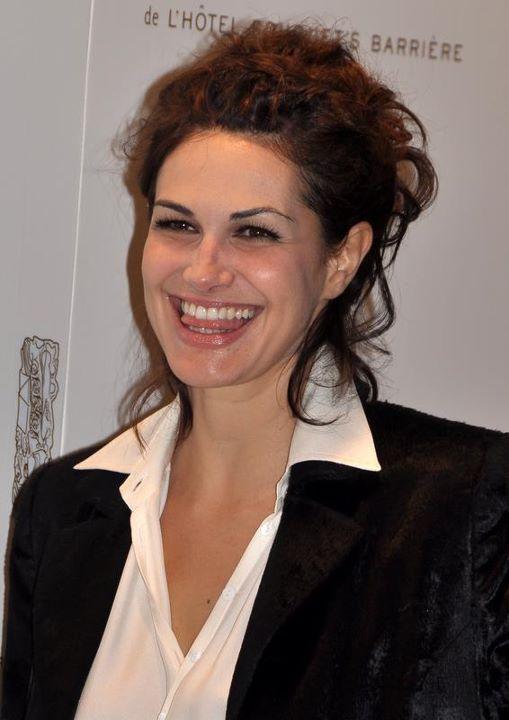
Helena Noguerra aux Césars 2012.

L'année 2010 s'avère particulièrement chargée : elle joue la meilleure amie de l’héroïne de la comédie romantique à succès L'Arnacœur, réalisée par Pascal Chaumeil, et tient un second rôle dans le film à petit budget  Mumu, écrit et réalisé par Joël Séria. Parallèlement, elle participe à trois séries télévisées saluées par la critique : la policière Profilage, la comédie familiale Fais pas ci, fais pas ça et le thriller Mafiosa, le clan.
Cette même année, du côté musical, elle part en tournée avec le groupe Nouvelle Vague. Et elle co-réalise le documentaire Strip burlesque ou la philosophie du corset avec la journaliste Constance de Medina.
Cette exposition est suivie de plusieurs comédies populaires au cinéma : en 2011 l'adaptation L'Élève Ducobu, de Philippe de Chauveron, et sa suite sortie en 2012, Les Vacances de Ducobu. Parallèlement, elle joue aussi dans la première réalisation de l'acteur Christian Clavier, On ne choisit pas sa famille, et mène la distribution réunie par le comédien Artus de Penguern pour son second long-métrage, le décalé La Clinique de l'amour.
En 2011 et 2012, elle est la maîtresse de cérémonie des Magritte du cinéma, évènement qui vise à récompenser les productions et talents remarquables du cinéma francophone belge.
En 2013, elle est à l'affiche de deux comédies : d'abord le sportif Turf, de Fabien Onteniente, puis la romance Hôtel Normandy, de Charles Nemes, où elle donne la réplique à Éric Elmosnino. Elle s'aventure sur le registre du thriller pour La Marque des anges, de Sylvain White. Enfin, elle donne la réplique à Emmanuelle Devos dans la comédie dramatique La Vie domestique, d'Isabelle Czajka. La même année, elle sort son sixième album, Année zéro.
En 2014, elle fait partie de la distribution de la comédie d'initiation Fiston, de Pascal Bourdiaux, et participe au thriller Alleluia, écrit et réalisé par Fabrice Du Welz, son nouveau compagnon.
La même année, elle joue dans la pièce Une femme, écrite par Philippe Minyana, et mise en scène par Marcial Di Fonzo Bo.

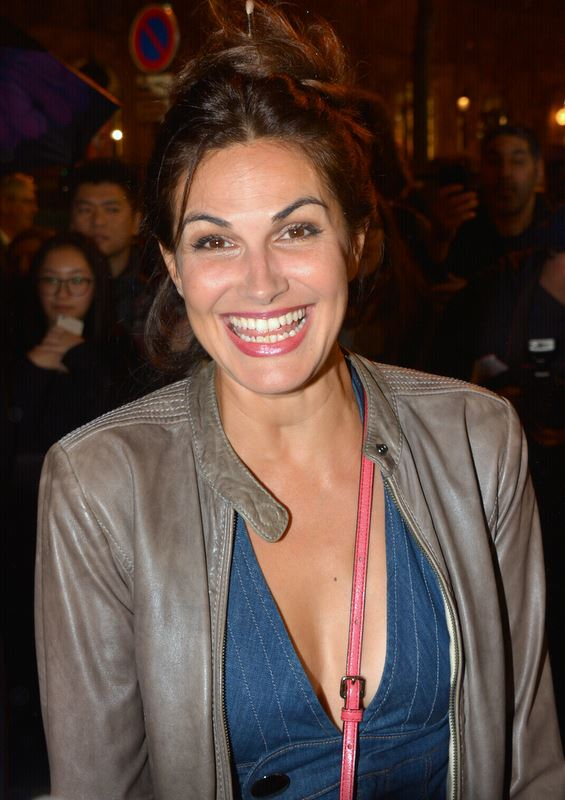
Helena Noguerra à la cérémonie des Globes du Cristal 2017.

En février 2017, elle publie Ciao Amore, un nouveau roman chez Flammarion. Elle se produit également au théâtre dans Véra, aux côtés de Karin Viard ainsi qu'à la télévision dans une adaptation de Ce que vivent les roses de Mary Higgins Clark.
Le 9 décembre 2017, Laurent Ruquier annonce dans le quotidien Le Parisien que sous son impulsion, Arielle Dombasle, Mareva Galanter, Inna Modja et Helena Noguerra reformeront le groupe yé-yé Les Parisiennes dans le cadre de la sortie d'un album, en avril, et d'une tournée française qui débutera le 24 mai 2018 aux Folies Bergère.
En 2020, elle intègre la troupe des Enfoirés.
Durant l'été 2021, elle présente quotidiennement l'émission Les millésimes d'Europe 1 dans laquelle elle revisite une année (entre 1955 et 2012) en replongeant dans les archives d'Europe 1.

## Filmographie

### Cinéma

#### Longs métrages
- 1989 : La Salle de bain de John Lvoff : La fille du supermarché
- 2003 : Ah ! si j'étais riche de Michel Munz et Gérard Bitton : Priscille
- 2003: Sans elle d'Anna da Palma : Inès Vieira
- 2003 : Les filles, personne s'en méfie de Charlotte Silvera : L'actrice
- 2004 : Peau de cochon de Philippe Katerine : Helena
- 2005 : La Boîte noire de Richard Berry : Soraya
- 2006 : Thelma demain d'Anna da Palma : Claudia
- 2006 : Dans Paris de Christophe Honoré : La fille en scooter
- 2008 : L'Autre de Patrick Mario Bernard et Pierre Trividic : Une invitée de Lars
- 2010 : L'Arnacœur de Pascal Chaumeil : Sophie
- 2010 : Mumu de Joël Seria : Madame Rotaillot
- 2011 : L'Élève Ducobu de Philippe de Chauveron : Adeline Gratin
- 2011 : On ne choisit pas sa famille de Christian Clavier : Alex
- 2012 : Les Vacances de Ducobu de Philippe de Chauveron : Adeline Gratin
- 2012 : La Clinique de l'amour d'Artus de Penguern : Priscilla
- 2013 : Turf de Fabien Onteniente : Christine
- 2013 : Hôtel Normandy de Charles Nemes : Alice Lecorre
- 2013 : Je suis supporter du Standard de Riton Liebman : La chanteuse
- 2013 : La Marque des anges de Sylvain White : Angela Colson
- 2013 : La Vie domestique d'Isabelle Czajka : Inès
- 2014 : Fiston de Pascal Bourdiaux : Monica
- 2014 : Alleluia de Fabrice Du Welz : Solange
- 2018 : Place publique d'Agnès Jaoui : Vanessa
- 2020 : 10 jours sans maman de Ludovic Bernard : Audrey
- 2021 : Le Chemin du bonheur de Nicolas Steil : Beatriz Rojas
- 2022 : Zaï zaï zaï zaï de François Desagnat : Une membre du comité de soutien
- 2023 : BDE de Michaël Youn : Romane
- 2023 : 10 jours encore sans maman de Ludovic Bernard : Audrey

#### Courts métrages
- 1989 : Le langage des fleurs de Manuel Boursinhac
- 1992 : Hoëdic de Topolino
- 1997 : La télécommande de Lucas Vellani
- 2002 : Je tourne avec Almodovar de Jean-Philippe Amar : Lisa
- 2003 : Restauratic de Nicolas Charlet et de Bruno Lavaine
- 2003 : Le sac en papier de Mohamed Kadded
- 2004 : L'empreinte de l'ange de Christophe Reynaud
- 2007 : Dirty Slapping d'Édouard Molinaro
- 2013 : Zlatan de Julien Lacombe et Pascal Sid : La femme de ménage
- 2013 : Liga de Cristina Pinheiro : Julia
- 2015 : Up to Me de Dorine Hollier :

### Télévision

#### Séries télévisées
- 1991 : Les Hordes
- 2010 : Profilage : Valentine Meursault
- 2010 : Fais pas ci, fais pas ça : La pédopsychiatre
- 2010 : Mafiosa, le clan : Laëtitia
- 2013 : Scènes de ménages : Laura
- 2013 : What Ze Teuf : Elle-même
- 2017 : Louis(e) : Agnès
- 2017 : Crimes parfaits : Adèle Lacombes
- 2018 - 2019 : Au-delà des apparences : Alexandra Verdet
- 2020 : La Flamme : Marie-Ange
- 2021 - 2022 : Le Remplaçant : Isabelle
- 2022 : Cassandre : Gloria / Giorgia Cipriani
- 2022 : Clem : Iris Khan
- 2022 : L'Homme de nos vies de Frédéric Berthe : Mathilde
- 2022 : Détox de Marie Jardillier : Patricia
- 2024 : Scènes de ménages - prime time Plans sur la comète : l'infirmière, cheffe du service de Leslie
- 2024 : Brigade anonyme : Florence Maherbe
- 2025 : Capitaine Marleau, épisode Compagnon de Josée Dayan : Sandra
- 2025 : Nouveau jour : Louise Bartoli

#### Téléfilms
- 2001 : Le Divin enfant de Stéphane Clavier : L'animatrice télé
- 2005 : 2013, la fin du pétrole de Stéphane Meunier : Laurence
- 2009 : A Vida Privada de Salazar de Jorge Queiroga : Christiane Garnier
- 2010 : Au bas de l'échelle d'Arnauld Mercadier : Mariette
- 2011 : À dix minutes de nulle part d'Arnauld Mercadier : Madame Stievenart
- 2012 : Valparaiso de Jean-Christophe Delpias : Emma Caglione
- 2014 : 3 Mariages et 1 coup de foudre de Gilles de Maistre : Juliette
- 2015 : Meurtres à Collioure de Bruno Garcia : Alice Castel
- 2017 : Bienvenue à Nimbao de Philippe Lefebvre : Babeth
- 2017 : Ce que vivent les roses de Frédéric Berthe : Cathy Maquart
- 2019 : Coup de foudre à Saint-Petersbourg de Christophe Douchand : Marie
- 2021 : La Petite femelle de Philippe Faucon : Mère de Félix
- 2021 : La Dernière partie de Ludovic Colbeau-Justin : Valentine
- 2022 : Tous Inconnus de Nicolas Hourès : Elle-même

### Clips
- 1986 : Les brunes comptent pas pour des prunes, chanson de Lio, clip réalisé par Costa Kékémenis
- 1986 : Tes yeux noirs, chanson d'Indochine, clip réalisé par Serge Gainsbourg
- 2017 : J'ai retrouvé mon mojo, chanson d'Anaïs, clip réalisé par Nicolas Capus
- 2020 : Et demain ?, chanson d'Et demain, le collectif

### Réalisatrice et autrice
- 2008 : Peep Show Heros (court métrage)
- 2010 : Strip tease burlesque ou La philosophie du corset (documentaire), co-réalisé avec Constance de Madina

## Animatrice de télévision et radio
- 1996-2001 : Plus vite que la musique sur M6
- 1997-2000 : Mister Biz sur M6
- 1999 : Une journée avec... sur M6
- 2008 : La Fête de la musique sur France 2 avec Olivier Minne
- 2008 : Le Noël des petits chanteurs sur France 3
- 2021-2022 : Les millésimes d'Europe 1 sur Europe 1
- 2023-2024 : Camille & Images sur TF1 : chroniqueuse

## Discographie

### En solo

#### Singles
- 1988 : Lunettes noires (SP Overseas Unlimited / Distribution Carrère 14405 - 1er 45 tours)
- 1992 : Rivière des anges (CD maxi WEA 9031 77361 2)

#### Albums
- 1998 : Projet : bikini
- 2001 : Azul
- 2004 : Née dans la nature
- 2007 : Fraise Vanille
- 2013 : Année zéro
- 2018 : Les Parisiennes (avec Arielle Dombasle, Mareva Galanter et Inna Modja)
- 2019 : Nue
- 2022 : Fleurs bleues/noces noires

### Collaborations
- 1987 : La Bamba par Los Portos (L.N.A, Cacho & Lio)[18]
- 1996 : participation au projet Ollano de Marc Collin et Xavier Jamaux (Nouvelle Vague)
- 2003 : chante sur le conte musical d'Olivier Libaux, L'Héroïne au bain
- 2004 : chante deux chansons (Jeux d'amour et La Fête sur le CD Cinema) de Rodrigo Leão, aux côtés de Beth Gibbons, Sakamoto....
- 2005 : Reprise de Le Téléfon sur On Dirait Nino, album hommage à Nino Ferrer.
- 2005 : Participation à l'album live d'Alain Chamfort: Impromptu dans les jardins du Luxembourg : Chasseur d'Ivoire, en duo avec Alain Chamfort
- 2006 : Dillinger Girl et Baby Face Nelson en duo avec Federico Pellegrini
- 2007 : chante sur le projet musical d'Olivier Libaux, Imbécile
- 2009 : Masquez les plumes, projet musical grivois et clandestin en collaboration avec Gregory Cerkinsky, Philippe Eveno et Florence Denou.
- 2010 : Bayonetta, Theme of Bayonetta: Mysterious Destiny, Fly Me to the Moon
- 2010 : So in love avec André Manoukian
- 2010 : C'est pas avec François Morel sur l'album Le Soir, des lions...
- 2014 : Rio-Paris, avec Natalie Dessay, Agnès Jaoui et Liat Cohen à la guitare.
- 2014 : Dans la mer aussi il y a des étoiles de Melanie Horsnell avec Alain Rivet
- 2020 : Et demain ? (Et demain ? Le collectif)

## Publications
- L'ennemi est à l'intérieur (roman), Denoël, 2002  (ISBN 978-2-207-25302-1)
- Et je me suis mise à table (roman), Denoël, 2004  (ISBN 978-2-207-25528-5)
- L'Incroyable Voyage de Piotr au pays des couleurs (livre jeunesse) avec Bruno Obadia, Philippe Eveno, Jean-Charles de Castelbajac, Actes Sud Junior, 2015  (ISBN 978-2-330-05616-2)
- Manon dit toujours non en collaboration avec Thierry Dardanello et illustrations sophie Bouxon, Actes Sud, 2010  (ISBN 978-2-33-007561-3)
- Ciao amore (roman), Flammarion, 2017  (ISBN 978-2-08-139287-8)

## Théâtre
- 2006 : Et après d'Helena Noguerra et Barbara d'Alessandri, mise en scène Dominique Farrugia et Barbara d'Alessandri
- 2007 - 2009 : Faces adaptation du film de John Cassavetes avec François Marthouret, mise en scène Daniel Benoin
- 2009 : Le Roman d'un trader de Jean-Louis Bauer, avec Christiane Cohendy, Bernard-Pierre Donnadieu et Lorant Deutsch, mise en scène Daniel Benoin, Théâtre national de Nice
- 2014 : Une femme de Philippe Minyana, mise en scène Marcial Di Fonzo Bo, Théâtre des 13 vents, Théâtre de la Colline
- 2016 - 2018 : Vera de Petr Zelenka, mise en scène Marcial Di Fonzo Bo et Élise Vigier, Comédie de Caen, tournée, théâtre de la Ville, théâtre de Paris
- 2018 : Colette et Willy, lecture avec Xavier Gallet,mise en espace par Jean Luc Revol au théâtre de la Pépinière.
- 2019 : Frida, lecture mise en espace par Catherine Schaub au théâtre de la Pépinière[19].
- 2020 : Un dernier rêve pour la route[20], une pièce de Helena Noguerra mise en scène par Catherine Schaub avec Mélanie Doutey, Philippe Rebbot et Romain Brau. Au théâtre de la Pépinière. « Le Paris des femmes » festival[21].
- 2020 : La Reine de la piste de Pierre Notte, mise en scène de l'auteur, tournée
- 2023 : Un dernier rêve pour la route, de Helena Noguerra, mise en scène Catherine Schaub, théâtre du Rond-Point
- 2024 : Frida Kahlo de Françoise Hamel, mise en scène Catherine Schaub, La Scala (Paris)